# Сорианелло
Сорианелло (итал. Sorianello) — коммуна в Италии, располагается в регионе Калабрия, подчиняется административному центру Вибо-Валентия.
Население составляет 1589 человек, плотность населения составляет 177 чел./км². Занимает площадь 9 км². Почтовый индекс — 88010. Телефонный код — 0963.
Покровителем коммуны почитается святитель Николай Мирликийский, чудотворец, празднование 6 декабря.